# 후커 (배우)
후커(胡可, 1975년 12월 1일 ~ )는 중국의 배우이다.

## 출연작

### 드라마
- 2014년 CCTV-8 황금강당극장 《함재아정》 - 차오빙빙 역
- 2015년 Tudou 웹드라마 《소야수화점》 - 예칭 역
- 2015년 저장 위성 텔레비전 중국람극장 《요재신편》 - 연쇄 역
- 2016년 동방 위성 텔레비전 동방극장 《중국식 관계》 - 류리리 역
- 2018년 CCTV-8 황금강당극장 《웅파웅해자》 - 천진자 역
- 2018년 저장 위성 텔레비전 주파극장 《부요황후》 - 헌원효 역
- 2018년 후난위성텔레비전 금응독파극장 《천성장가》 - 대화 역
- 2018년 텐센트 웹드라마 《여의전》 - 소록균 역
- 2019년 후난위성텔레비전 금응독파극장 《파이팅, 나의 슈퍼스타》 - 쉬루징 역
- 2020년 동방 위성 텔레비전 동방극장 《안가 : Selling Dream》 - 펑위화 역
- 2020년 저장 위성 텔레비전 중국람극장 《삼차극》 - 화지에 역
- 2020년 후난위성텔레비전 금응독파극장 《애적리미》 - 자오메이 역
- 2021년 후난위성텔레비전 금응독파극장 《배니일기장대》 - 허지앵화 역
- 2021년 후난위성텔레비전 금응독파극장 《이상조요중국》 - 설송 역
- 2021년 텐센트 웹드라마 《니시아적영요 : 너는 나의 영광》 - 링지에 역
- 2022년 아이치이 웹드라마 《수도지도아애니》 - 저우리리 역
- 2023년 후난위성텔레비전 금응독파극장 《아적인간연화》 - 지우마 역